# Conselleria de Salut i Consum del Govern de les Illes Balears
El conseller de Salut i Consum del Govern de les Illes Balears és el màxim representant de la Conselleria de Salut i Consum. L'actual consellera de Salut i Consum és Patrícia Gómez Picard (PSIB), des del 2 de juliol de 2015.

## Llista de Consellers
| #                                                     | Legislatura                                           | Nom                                                   | Nom                                                   | Inici mandat                                          | Fi mandat                                             | Partit polític                                        | Partit polític                                        |
| Conselleria de Sanitat i Seguretat Social (1983-1996) | Conselleria de Sanitat i Seguretat Social (1983-1996) | Conselleria de Sanitat i Seguretat Social (1983-1996) | Conselleria de Sanitat i Seguretat Social (1983-1996) | Conselleria de Sanitat i Seguretat Social (1983-1996) | Conselleria de Sanitat i Seguretat Social (1983-1996) | Conselleria de Sanitat i Seguretat Social (1983-1996) | Conselleria de Sanitat i Seguretat Social (1983-1996) |
| ----------------------------------------------------- | ----------------------------------------------------- | ----------------------------------------------------- | ----------------------------------------------------- | ----------------------------------------------------- | ----------------------------------------------------- | ----------------------------------------------------- | ----------------------------------------------------- |
| 1                                                     | I                                                     |                                                       | Gabriel Oliver Capó                                   | 10 de juny de 1983                                    | 18 de juny de 1993                                    |                                                       | Partit Popular de les Illes Balears                   |
| 1                                                     | II                                                    |                                                       | Gabriel Oliver Capó                                   | 10 de juny de 1983                                    | 18 de juny de 1993                                    |                                                       | Partit Popular de les Illes Balears                   |
| 1                                                     | III                                                   |                                                       | Gabriel Oliver Capó                                   | 10 de juny de 1983                                    | 18 de juny de 1993                                    |                                                       | Partit Popular de les Illes Balears                   |
| 2                                                     |                                                       | Bartomeu Cabrer Barbosa                               | 18 de juny de 1993                                    | 18 de juny de 1996                                    |                                                       |                                                       | Partit Popular de les Illes Balears                   |
| 2                                                     | IV                                                    | Bartomeu Cabrer Barbosa                               | 18 de juny de 1993                                    | 18 de juny de 1996                                    |                                                       |                                                       | Partit Popular de les Illes Balears                   |
| Conselleria de Sanitat i Consum (1996-1999)           |                                                       |                                                       |                                                       |                                                       |                                                       |                                                       |                                                       |
| 3                                                     | IV                                                    |                                                       | Francesc Fiol Amengual                                | 18 de juny de 1996                                    | 28 de juliol de 1999                                  |                                                       | Partit Popular de les Illes Balears                   |
| Conselleria de Salut i Consum (1999-2015)             |                                                       |                                                       |                                                       |                                                       |                                                       |                                                       |                                                       |
| 4                                                     | V                                                     |                                                       | Aina Salom Soler                                      | 28 de juliol de 1999                                  | 1 de juliol de 2003                                   |                                                       | Partit Socialista de les Illes Balears                |
| 5                                                     | VI                                                    |                                                       | Aina Maria Castillo Ferrer                            | 1 de juliol de 2003                                   | 9 de juliol de 2007                                   |                                                       | Partit Popular de les Illes Balears                   |
| 6                                                     | VII                                                   |                                                       | Vicenç Thomàs Mulet                                   | 9 de juliol de 2007                                   | 7 de setembre de 2011                                 |                                                       | Partit Socialista de les Illes Balears                |
| Conselleria de Salut (2011-2015)                      |                                                       |                                                       |                                                       |                                                       |                                                       |                                                       |                                                       |
| 7                                                     | VIII                                                  |                                                       | Carmen Castro Gandasegui                              | 7 de setembre de 2011                                 | 7 de juliol de 2012                                   |                                                       | Partit Popular de les Illes Balears                   |
| 8                                                     | VIII                                                  |                                                       | Antoni Mesquida Ferrando                              | 7 de juliol de 2012                                   | 24 d'octubre de 2012                                  |                                                       | Partit Popular de les Illes Balears                   |
| 9                                                     | VIII                                                  |                                                       | Martí Sansaloní Oliver                                | 24 d'octubre de 2012                                  | 2 de juliol de 2015                                   |                                                       | Partit Popular de les Illes Balears                   |
| 10                                                    | IX                                                    |                                                       | Patrícia Gómez Picard                                 | 2 de juliol de 2015                                   | 2 de juliol de 2019                                   |                                                       | Partit Socialista de les Illes Balears                |
| Conselleria de Salut i Consum (2019-2023)             |                                                       |                                                       |                                                       |                                                       |                                                       |                                                       |                                                       |
| 10                                                    | X                                                     |                                                       | Patrícia Gómez Picard                                 | 2 de juliol de 2019                                   | 10 de juliol de 2023                                  |                                                       | Partit Socialista de les Illes Balears                |
| Conselleria de Salut (2023-)                          |                                                       |                                                       |                                                       |                                                       |                                                       |                                                       |                                                       |
| 11                                                    | XI                                                    |                                                       | Manuela García Romero                                 | 10 de juliol de 2023                                  | En el càrrec                                          |                                                       | Partit Popular de les Illes Balears                   |